# Break the Cycle
Break the Cycle je název třetího studiového alba od rockové kapely Staind vydané 22. května 2001. Deska se jako první nahrávka skupiny umisťuje na prvním místě Billboard 200, prodávající v otevíracím týdnu 716 000 kusů. Album je ve Spojených státech certifikováno jako 5x platinové (5000 000+).
Hudebně se na Break the Cycle prosazuje klasický alternative metal a rock (na rozdíl od předešlých dvou CD). Album dostalo od serveru Metacritic hodnocení 55 (ze 100), založené na devíti recenzích.
Z Break the Cycle pochází celkem pět singlů: „It's Been Awhile", „Fade", „Outside", „For You" a „Epiphany". Nejvíce se v rádiích prosadila píseň „It's Been Awhile" (20 týdnů kralovala hitparádě Hot Mainstream Rock Tracks), ovšem i další songy dělaly kapele čest.

## Seznam skladeb
Všechny písně napsány členy Staind.
1. „Open Your Eyes" – 3:52
2. „Pressure" – 3:22
3. „Fade" – 4:03 (videoklip)
4. „It's Been Awhile" – 4:25 (videoklip)
5. „Change" – 3:35
6. „Can't Believe" – 2:48
7. „Epiphany"– 4:19
8. „Suffer" - 3:59
9. „Safe Place" – 4:35
10. „For You" – 3:26 (videoklip)
11. „Outside" – 4:52
12. „Waste" – 3:56
13. „Take It" – 3:37

Bonusová píseň pro USA
1. „It's Been Awhile" (akustická verze) – 4:30

Bonusová píseň pro Austrálii a Evropu
1. „Outside" (živá verze) – 5:40

## Hitparády
| Rok  | Hitparáda     | Umístění |
| ---- | ------------- | -------- |
| 2001 | Billboard 200 | 1        |
| 2001 | UK            | 1        |
| 2001 | Kanada        | 1        |

## Obsazení
Staind
- Aaron Lewis - zpěv, kytara
- Mike Mushok - elektrická kytara
- Johnny April - basa, vokály v pozadí
- Jon Wysocki - bicí